# Nordburg (Wienhausen)
Die Nordburg ist eine abgegangene Wallburg mit unklarer Entstehungsgeschichte am Schwarzwasser im Ortsteil Nordburg der Gemeinde Wienhausen im niedersächsischen Landkreis Celle.

## Geschichte
Die Erbauungszeit der Wallburg ist bislang ungeklärt. Angenommen wird entweder eine Errichtung im 9. oder 10. Jahrhundert. Die erste Erwähnung des Namens Nordburg stammt aus dem Jahre 1202. Darin wird das Dorf in der Frage der Erbteilung der Söhne Heinrichs des Löwen als welfischer Besitz genannt. Die Bezeichnung der Siedlung als „Burg“ beinhaltet die Tatsache, dass die Anlage damals schon bestanden hat. Nordburg fiel an Otto IV. Aus der Urkunde lässt sich herauslesen, dass die Nordburg eine gewisse Bedeutung besessen zu haben scheint. Womöglich gehörte sie ursprünglich zum Besitz der Brunonen und gelangte auf dem Erbweg in die Hände der Welfen. Der Siedlungsgeograf Wolfgang Meibeyer vermutet hier die Mundburg, da zu deren Bauzeit die Oker nicht bei Müden in die Aller mündete, sondern bei Wienhausen.

## Beschreibung
Es handelt sich bei der Nordburg um eine stark zerstörte Wall-Graben-Befestigung. Erkennbar sind von ihr nur noch das gegenüber dem umgebenden Gelände um ca. 1 m erhöhte Terrain und ein Teilstück des Wassergrabens im Norden. Der Wassergraben ist auf dem Kartenausschnitt der Kurhannoverschen Landesaufnahme von 1781 noch eingezeichnet, er integriert den Schwarzwasser-Bach und einen toten Bacharm.
Um 1830 ist der Wall abgetragen worden. Dieser soll aus „Mauerwerk aus Raseneisenstein, künstlich aufgeschütteter Erde und einer starken Schicht gestampften Lehms“ bestanden haben. 1955 fand man am südwestlichen Teil des Grabens etwa 20 Holzpfähle im Abstand von einem Meter, die als Uferbefestigung in den Grabenrand eingerammt worden waren.
Heutzutage liegen große Teile der Burg unter einem Friedhof.